# Ducat d'Albany
El Ducat d'Albany va ser un títol nobiliari que l'ortorgava la casa reial d'Escòcia, emprat de vegades pels fills joves de la família reial escocesa, i després la britànica. El títol va ser creat l'any 1398 per a Robert III d'Escòcia. L'obra de William Shakespeare El Rei Lear inclou un personatge amb aquest nom.
El 1425 va deixar d'atorgar-se, a causa d'una traïció del segon duc. El títol va tornar a ser utilitzat el 1458 per Alexander Stewart, i va discontinuar-se després que el seu fill John morís sense descendència el 1536. Va ser de nou creat per a Arthur, el segon fill de Jaume V d'Escòcia.

## Nobles que han tingut el ducat
- Murdoc Stuart (1362-1425).
- Enric Stuart, marit de la reina Maria I d'Escòcia.
- Henry Stuart
- Carles I d'Anglaterra i d'Escòcia.
- Jaume I d'Anglaterra i VI d'Escòcia
- Frederic del Regne Unit, fill de Jordi III del Regne Unit.
- Leopold del Regne Unit, fill de la reina Victòria I del Regne Unit.
- Carles Eduard del Regne Unit